# Aeropuerto de Tenerife Sur
Luchthaven Tenerife Zuid (Spaans: Aeropuerto de Tenerife Sur), voorheen bekend als Luchthaven Reina Sofía, is de grootste van de twee internationale vliegvelden van Tenerife, voor de Aeropuerto de Tenerife Norte. De luchthaven wordt beheerd door het Spaanse staatsbedrijf AENA. De luchthaven ligt in het zuiden van Tenerife omdat het daar minder mistig is dan op het andere vliegveld, Tenerife Norte. De luchthaven is 24 uur per dag operationeel. Bussen van Titsa rijden tussen de luchthavens, naar Costa Adeje en Los Cristianos. De vliegvelden liggen over de weg op 71 kilometer afstand van elkaar. Populaire vakantieoorden Playa de las Américas en Los Cristianos liggen op zo'n vijftien kilometer van de luchthaven.
De luchthaven Tenerife Zuid is gelegen in de gemeente Granadilla de Abona en werd geopend op 6 november 1978 door koningin Sofía, naar wie de luchthaven vernoemd werd. Al in het eerste jaar verwelkomde de luchthaven een miljoen passagiers.
De luchthaven ontving meer dan 11 miljoen passagiers in 2019. Tijdens de coronapandemie in 2020 zakte het aantal tot 3,3 miljoen reizigers, om nadien vanaf 2022 terug de oude aantallen passagiers te bedienen.

## Statistieken
| Jaar       | Passagiers | Vliegbewegingen | Vracht (ton) |
| ---------- | ---------- | --------------- | ------------ |
| 2004       | 8.632.178  | 62.824          | 9.218        |
| 2005       | 8.631.923  | 63.649          | 9.770        |
| 2006       | 8.845.668  | 65.774          | 9.415        |
| 2007       | 8.639.341  | 65.036          | 9.168        |
| 2008       | 8.251.989  | 60.779          | 8.567        |
| 2009       | 7.108.055  | 49.779          | 5.371        |
| 2010       | 7.358.986  | 51.858          | 4.294        |
| 2011       | 8.656.487  | 58.093          | 4.480        |
| 2012       | 8.530.729  | 56.210          | 3.906        |
| 2013       | 8.701.728  | 55.987          | 3.394        |
| 2014       | 9.176.235  | 60.290          | 3.378        |
| 2015       | 9.117.514  | 58.462          | 2.844        |
| 2016       | 10.472.404 | 65.881          | 2.809        |
| 2017       | 11.249.327 | 69.846          | 2.796        |
| 2018       | 11.042.481 | 69.910          | 2.482        |
| 2019       | 11.168.506 | 70.277          | 2.188        |
| 2020*      | 3.392.527  | 29.925          | 812          |
| 2021*      | 4.606.911  | 41.770          | 758          |
| 2022       | 10.821.703 | 75.605          | 905          |
| 2023       | 12.337.244 | 83.598          | 778          |
| Bron: AENA |            |                 |              |

* Jaar met coronamaatregelen.
De luchthaven heeft 44 parkeerplaatsen voor commerciële vluchten, waarvan 8 met Aviobrug. De luchthaven is verbonden met 131 bestemmingen via 287 routes. Daarmee is de luchthaven te bereiken vanuit 27 landen. Verreweg de meeste vluchten komen uit/gaan naar het Verenigd Koninkrijk, waarvan 12% van/naar Londen is. Luchthaven Schiphol in Amsterdam staat hierbij op de 9e plaats. De grootste gebruiker van de luchthaven is Ryanair met een marktaandeel van 19,8%. Door de komst van 3 nieuwe luchtvaartmaatschappijen in 2016, ontstonden er routes naar Glasgow, Stockholm, Edinburgh en Minsk. Verreweg de meeste vluchten zijn bedoeld voor vakantieverkeer, slechts 11% is overig verkeer.

## Start/landing
Doorgaans wordt er in noordoostelijke richting gestart en geland. Dit gebeurt op veel Canarische eilanden. Dit heeft te maken met de voortdurende passaatwind op de eilanden. Komend vanaf het vasteland van Europa draait een toestel zodoende om het eiland heen om vervolgens terug te vliegen richting de luchthaven. Na de draai zijn vervolgens links de toeristische centra van Costa Adeje, Playa de las Americas en Los Cristianos te zien. Aan de rechterkant bevindt zich de opvallende berg Montaña Roja. Doordat de start op dezelfde baan is als de landing, moeten vliegtuigen vaak op elkaar wachten. Gezien de richting van start en landing, staan er geregeld meerdere vliegtuigen achter elkaar te wachten bij de zuidwestelijke punt van de baan. Een start richting noordoosten betekent voor vluchten richting Europa dat er direct in de juiste richting gevlogen wordt. Het grootste vliegtuig dat op de luchthaven kan parkeren is een Boeing 747-400.

## Voorzieningen
In het luchthavengebouw bevinden zich 118 incheckbalies voor vertrekkende vluchten. In dezelfde hal bevinden zich diverse winkeltjes en restaurants. Na de paspoortcontrole is een taxfreewinkel te vinden, alsmede diverse bars en cafés. Over de gehele luchthaven bevinden zich 15 cafés/restaurants en 20 winkels. In de aankomsthal zijn 15 bagagebanden gesitueerd, waarna de passagiers door deuren naar de reisorganisaties lopen. Hier staan hostessen die de reizigers vertellen naar welke transferbus ze moeten. Er is gratis wifi aanwezig.